# Sermile

Mapa de la Antigua Macedonia con la ubicación de Sermile, junto al golfo Toroneo.

Sermile o Sermilia (en griego, Σερμύλη) fue una antigua ciudad griega de la península Calcídica. 
Es citada por Heródoto como una de las ciudades —junto a Torone, Galepso, Meciberna y Olinto— situadas en Sitonia donde Jerjes, tras doblar el cabo Ampelo reclutó tropas y naves en su expedición del año 480 a. C. contra Grecia.
Posteriormente la ciudad perteneció a la liga de Delos puesto que es mencionada en listas de tributos a Atenas desde 454/3 hasta 434/3 a. C.
En el año 432 a. C. muchos sermilios murieron en una emboscada realizada por Aristeo.
En la paz de Nicias del año 421 a. C. se estipulaba que los atenienses decidirían sobre las ciudades de Sermilio, Escíone y Torone, las cuales ocupaban.
Se ha sugerido que debía localizarse en un asentamiento situado a unos 3 km de la moderna Ormilia, unos 12 km al este de Olinto, a orillas del río Miliada.